# Mariage en Algérie
Le mariage en Algérie (en arabe : زواج, zawāj , ou zwāj en arabe algérien) est un contrat consensuel passé entre un homme et une femme conforme à la loi algérienne, fondée sur le rite musulman. Le mariage comporte deux cérémonies : une civile (et officielle) devant l'officier d'état civil à la mairie, devant le cadi ou devant notaire et une traditionnelle et religieuse.

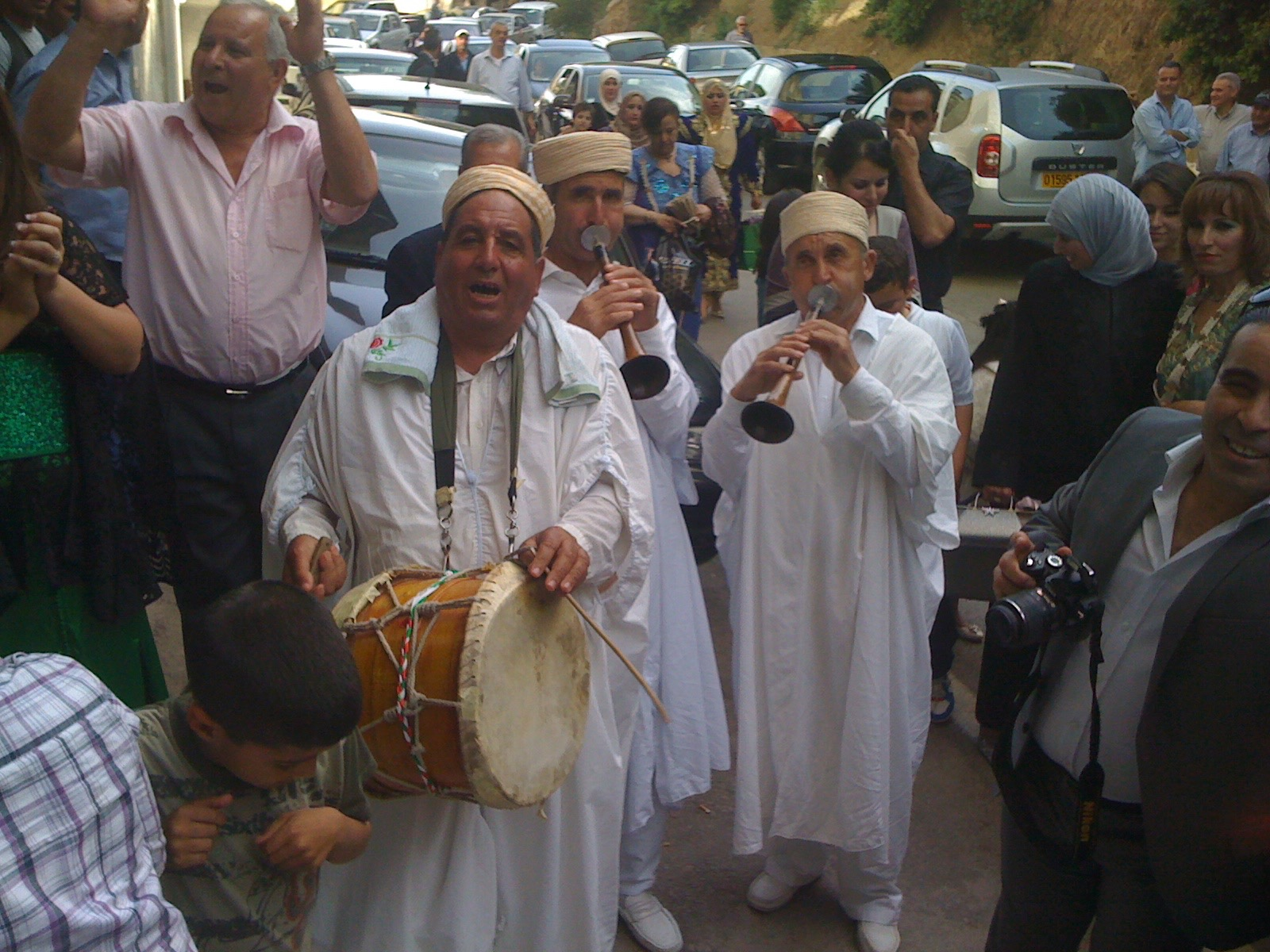
Mariage traditionnel en Kabylie.

Dans le droit algérien, conformément au droit musulman, la séparation des biens est la règle.

## Le mariage dans le droit algérien
La promulgation du Code de la famille en 1984 (loi no 84-11 du 9 juin 1984) a donné un cadre légal au droit de la famille. La première partie du code est consacrée au mariage.
Dans le droit algérien, en application du droit musulman, la séparation des biens est la règle.

### Définition du mariage
Le mariage est défini comme « un contrat consensuel passé entre un homme et une femme dans les formes légales ». Ces « formes légales » sont :
- la capacité au mariage,
- le paiement de la dot à la femme
- la présence du wali (tuteur matrimonial) de la femme
- la présence de deux témoins,
- l’exemption des empêchements légaux au mariage[3].

### Conditions de formation du mariage
L'âge légal minimal pour se marier tant pour l'homme que pour la femme est l'âge de la majorité légale, soit 19 ans. Cependant, le juge peut accorder une dispense d'âge en cas de nécessité, à la condition que l'aptitude au mariage soit établie.
Pour pouvoir épouser plusieurs femmes, l'homme est tenu d'obtenir l'autorisation du tribunal, qui doit vérifier la validité de la justification de la demande et les consentements des différentes épouses.
Par ailleurs, la loi interdit à une femme algérienne musulmane d'épouser un non musulman.

### Fonctionnement du Mariage
En Algérie le mariage civil est défini par l’article 4 du Code de la famille algérien : « le mariage est un contrat consensuel passé entre un homme et une femme dans les formes légales. Il a, entre autres buts, de fonder une famille basée sur l’affection, la mansuétude et l’entraide, de protéger moralement les deux conjoints et de préserver les liens de famille. » Le mariage civil doit être célébré devant un notaire ou un agent légalement habilité (art. 18 du CFA).
Le mariage civil ne peut être prononcé que si : 
- 1. les deux futurs époux ont 19 ans ou plus (des mineurs peuvent toutefois se marier avec l'autorisation d'un juge et à condition que la volonté de mariage soit justifiée),
- 2. les deux futurs époux ont formulés leur consentement,
- 3. La future épouse doit être en présence d'un tuteur matrimonial qui peut être toute personne de son choix à condition qu'il s'agisse d'un homme majeur[5].

#### Egalité dans le mariage
La réforme du Code de la famille algérien a consacré le principe de l’égalité entre les époux. L’article 39 du Code de la famille algérien relatif à la clause d’obéissance au mari (par la femme) a été abrogé. Les dispositions du Code de la famille algérien sont dorénavant en conformité avec celles de la constitution algérienne prévoyant l’égalité entre les hommes et les femmes.
Le mariage est interdit entre trois catégories de personnes : celles liées par la parenté (ascendants, descendants, frères et sœurs, oncles et tantes), par alliance (ascendants et descendants du conjoint, ainsi que les conjoints des ascendants et descendants), et entre frères et sœurs par allaitement.

## Cérémonie civile
Le mariage en Algérie est déclaré et conclu devant le cadi, juge des affaires matrimoniales, ou devant l'officier d'état civil, sur un registre standard de l'état civil de la commune.
Lors de la cérémonie civile, la femme doit être obligatoirement accompagnée par un « wali » (tuteur matrimonial dans le droit musulman), qui est son père ou à défaut un proche parent masculin. Pour la femme qui n'a pas de proche parent masculin, le rôle du « wali » incombe au juge. Une femme ne peut ni être contrainte par son « wali » à se marier, ni être empêchée par celui-ci de se marier. Cependant, un père peut s'opposer au mariage de sa fille mineure si tel est l'intérêt de celle-ci.
Le mariage est consigné dans un registre d'état-civil ainsi que sur les registres d'état-civil des époux.
Par ailleurs à la suite de plusieurs cas de mariages religieux souvent consommés et non suivis de contrat civil, les autorités algériennes ont légiféré rendant le mariage civil obligatoire avant la cérémonie religieuse afin de garantir les droits de la femme[réf. nécessaire].
La production d'un certificat médical prénuptial par chacun des mariés est devenu obligatoire depuis la réforme du Code de la famille de 2005. Pour ne pas violer le secret médical, ce certificat se borne à indiquer que le futur époux a bien subi les examens médicaux exigés par la loi.

## Cérémonie traditionnelle
Le mariage rassemble trois aspects: un aspect religieux, un aspect civil et un aspect social traditionnel.

### Lakhotba
La khitba ou khotba est l'étape des fiançailles. Elle n'est pas obligatoire, mais elle est quand même prévue par la loi : « les fiançailles constituent une promesse de mariage; chacune des deux parties peut y renoncer ». La khitba n'a donc aucun effet juridique.
Une délégation de la famille du futur mari (qui comprend généralement, outre le futur mari, ses parents, ses oncles des lignées paternelle et maternelle, un frère et une sœur ainés le cas échéant...) se présente chez la famille de la future mariée pour demander sa main.

### Cérémonie de lafâtiha
La Fâtiha est la première et l'une des plus importantes sourates du Coran. Du point de vue religieux, c'est sa récitation, au cours d'une cérémonie dite de la fâtiha qui scelle le mariage. Seuls les hommes assistent à cette cérémonie, la femme étant représentée par son wâli.
Cependant, certaines coutumes font que la récitation de la Fâtiha intervienne dès la conclusion de la khitba, c'est-à-dire une fois que les parties se sont mises d'accord sur le mariage.
Dans les faits, la famille du fiancé, accompagnée d'un imam, se rendent chez la fiancée. L'imam doit dans un premier temps demander l’accord de la fiancée pour que l'union soit licite. Il prononce ensuite un discours, en présence du père de la fiancée et du fiancé, sur l’importance de l’"amour" et des conditions pour un mariage réussi.

### Le mariage

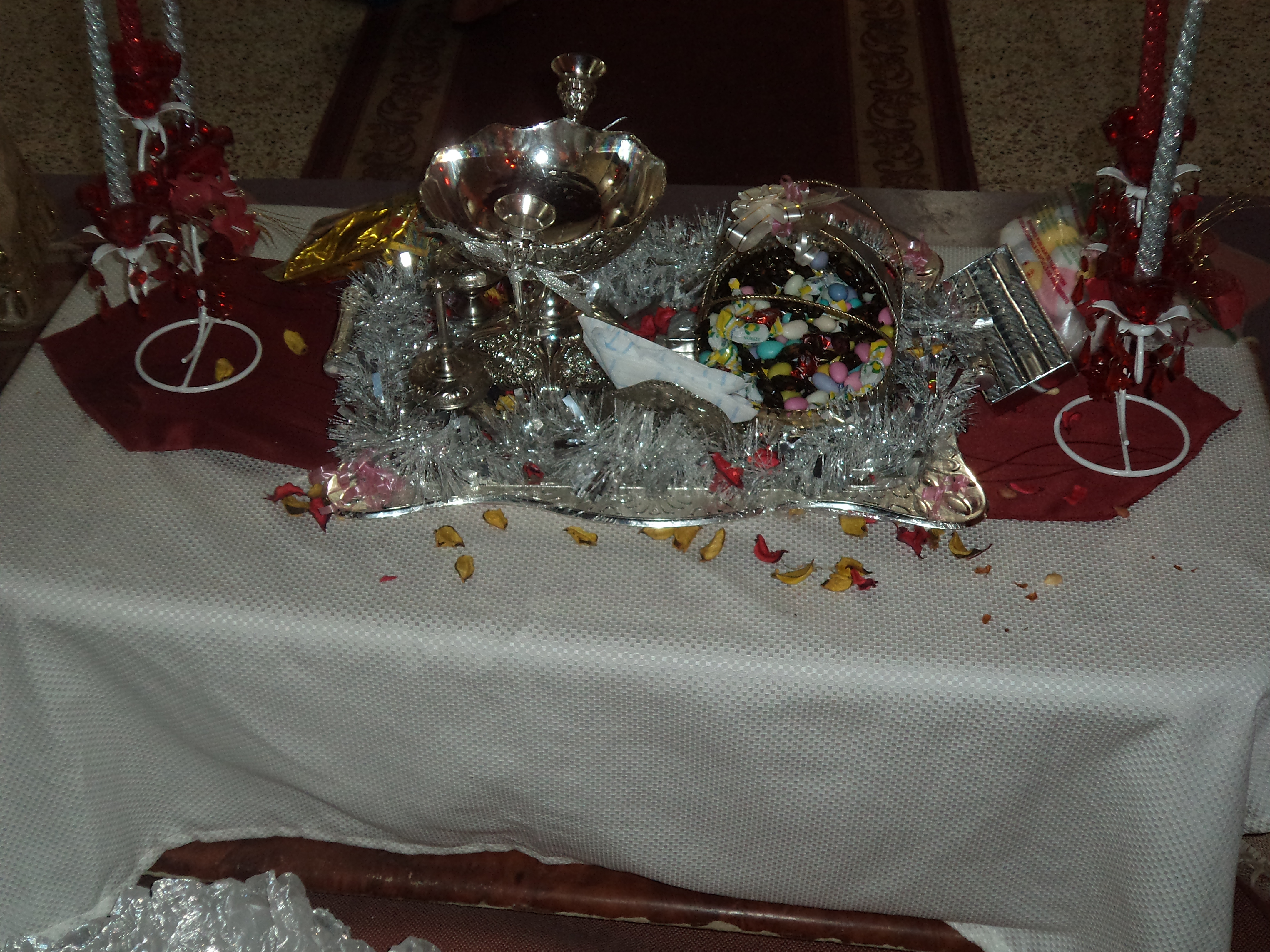
Henné préparé pour tatouer les mains de la mariée dans un mariage traditionnel en Algérie.

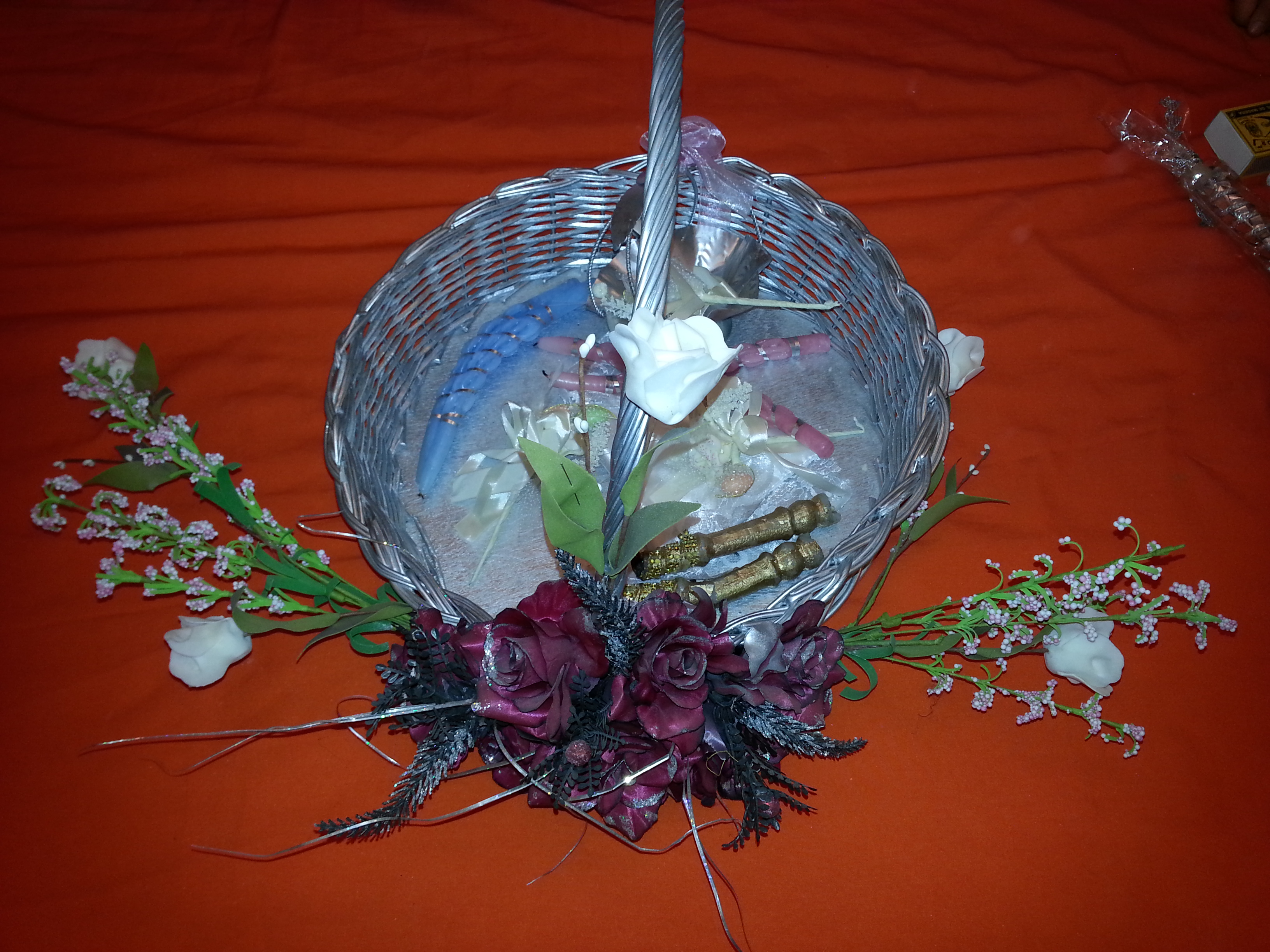
Le trousseau, ou ṭbeq, de la mariée.

Religieusement une fois la Fatha célébrée, les futurs époux sont considérés comme mari et femme, néanmoins au vu de la société, ils ne le seront officiellement qu'à la suite d'une grande fête, appelée dans certaines régions Rfoud, au cours de laquelle la mariée rejoindra la maison de son époux.
Le déroulement de la cérémonie de mariage diffère d'une région à une autre en Algérie. Généralement, le mariage est une grande fête qui dans le temps pouvait durer jusqu’à une semaine, mais généralement les gens le fêtent pendant trois à quatre jours (tradition toujours à jour dans l'Ouest et en Kabylie)[réf. nécessaire]. Les étapes sont les suivantes :
- Une journée est consacrée au hammam de la mariée. Elle y va avec les femmes de sa famille, elle y portera une « fota », une sorte de combinaison en tissu doré « mansouj » allant de la poitrine aux genoux. Lorsqu'elle rentre, les femmes déjà présentes la reçoivent avec des « youyous ». Par la suite, on lui fait une grande toilette (dont un masque à l'argile) et épilation complète.
- L'étape suivante est la soirée du henné, une fête où encore une fois seules les femmes sont conviées. La mariée peut porter une ou plusieurs tenues traditionnelles, sera passée chez la coiffeuse et la maquilleuse durant l'après-midi.

Accompagnée de chants traditionnels, la plus vieille dame de la famille appliquera le henné sur la main de la mariée, généralement un rond avec un louis d'or au centre, pour lui souhaiter la richesse.
Les jeunes filles non mariées se voient également se faire mettre du henné sur les mains, pour que « Dieu » leur envoie un mari. Durant tout le long, le dîner est servis et les femmes dansent.
Une autre étape est le dîner des hommes. Le marié et sa famille organisent un dîner pour les hommes proches, voisins et la famille proche de la mariée (père, frères, oncles et beaux-frères). Après le dîner, les hommes généralement finissent la soirée en dansant.

## Polygamie
La polygamie n'est autorisée en Algérie que si l'homme a l’assentiment de la première épouse. L’autorisation de second mariage doit être accordée par un juge. Le nombre de mariages conclu en même temps est limité à 4, conformément aux lois islamiques.